# Wołodymyr Martynow
Wołodymyr Wołodymyrowycz Martynow (ukr. Володимир Володимирович Мартинов; ur. 6 kwietnia 1976, w Temyrtau, Kazachska SRR) – ukraiński piłkarz, grający na pozycji pomocnika, a wcześniej napastnika.

## Kariera piłkarska

### Kariera klubowa
Wychowanek klubu Tawrija Symferopol, w którym w 1993 rozpoczął karierę piłkarską, skąd w sezonie 1996/97 został wypożyczony do Dynama Saki. Następnie występował w takich klubach jak Tytan Armiańsk, Sławutycz CzAES, Desna Czernihów, Prykarpattia Iwano-Frankowsk, Enerhetyk Bursztyn, FK Winnica, Polissia Żytomierz, Metałurh Donieck, Zakarpattia Użhorod i Zoria Ługańsk. Latem 2005 został piłkarzem klubu Krymtepłycia Mołodiżne, ale przez konflikt z trenerem zimą 2006 przeniósł się do IhroSerwisu Symferopol. W tym klubie pełnił również funkcje kapitana drużyny, dopóki latem 1999 klub został rozwiązany, po czym piłkarz zakończył karierę piłkarską.

## Sukcesy i odznaczenia

### Sukcesy klubowe
- finalista Pucharu Ukrainy: 1994
- brązowy medalista Pierwszej lihi Ukrainy: 2005

### Odznaczenia
- nagrodzony tytułem Mistrza Sportu Ukrainy